# Clairo
Clairo, pseudonimo di Claire Elizabeth Cottrill (Atlanta, 18 agosto 1998), è una cantautrice statunitense.

## Biografia
Nata ad Atlanta in Georgia, è però cresciuta a Carlisle, nel Massachusetts. Claire è figlia dell'imprenditore Geoff Cottril.
All'età di 17 anni le venne diagnosticata l'artrite idiopatica giovanile. Nel 2017, dopo aver completato gli studi essenziali, si iscrive con degli amici alla Syracuse University a New York.

## Carriera

### 2011-2018: Inizio carriera
Claire si avvicinò alla musica molto presto e iniziò a registrare le prime canzoni a 13 anni, pubblicò anche varie cover e durante questo periodo fu contattata dalla MTV per registrare una canzone come sottofondo musicale per uno dei loro show, però la canzone non venne mai usata e nemmeno pubblicata. Negli anni della high school, sotto il nome di Clairo, iniziò a pubblicare musica per Bandcamp su Soundcloud, oltre che a produrre musica come DJ.
Clairo guadagnò una certa fama solo nel 2017 con la pubblicazione del singolo Pretty Girl, che diventò virale su Youtube, contando più di 101 milioni di visualizzazioni. La canzone venne registrata per una compilation indie-rock in beneficenza per la Transgender Law Center. Con il successo ottenuto dalla canzone, molte case discografiche come Columbia, Capitol, RCA espressero il loro interesse verso la cantautrice statunitense. Clairo però firmò un contratto con la casa discografica The Fader, per un contratto momentaneo di 12 singoli.
Il singolo Flaming Hot Cheetos, pubblicato prima del singolo Pretty Girl, divenne virale l'anno successivo, raggiungendo più di 28 milioni di visualizzazioni.
Dopo il contratto con la casa discografica del rapper americano Chance The Rapper, il 25 maggio del 2018 fu pubblicato il suo primo EP Diary 001 contenente i singoli sopracitati, e 4EVER, contenente 6 tracce. Lo stesso mese annunciò di partecipare a un tour di apertura per Dua Lipa. Nell'ottobre 2018 partecipò al festival musicale Lollapalooza.

### 2019-2021: Immunity e Sling
Il 24 maggio 2019 rilascia il singolo Bags, che anticipa il suo album di debutto Immunity. La data di pubblicazione dell'album viene fissata per il 2 agosto dello stesso anno. Prima dell'uscita, pubblica altri due singoli: Closer to You e Sofia. Quest'ultimo riceve un notevole successo grazie ad un trend su Tik Tok, restando per circa un anno sulla Billboard Hot 100.
Durante l'anno debuttò anche in televisione negli Stati Uniti, durante lo show di Jimmy Kimmel, esibendosi con il suo ultimo singolo prima dell'uscita dell'album. Dopo il debutto del primo album, alla fine dell'anno vinse il Boston Music Awards come miglior artista pop dell'anno per la seconda volta di fila e vinse anche l'album dell'anno.
Il successo dell'album fu eccellente, tanto che 10 critiche giornalistiche inserirono l'album tra gli album miglior dell'anno. Stessa cosa avvenne con il singolo Bags, che venne messa in classifica come una tra le canzoni migliori del 2019.
Nell'aprile del 2020, attraverso uno screenshot, annuncia un secondo album in studio. Nello stesso anno forma una band chiamata Shelly con l'artista indie Claud e i suoi due amici della Syracuse University. Il gruppo ha pubblicato le prime due canzoni il 30 ottobre dello stesso anno.
Dopo un periodo di assenza come artista singola, torna l'11 giugno del 2021 con il singolo Blouse, volto ad anticipare il suo secondo album, che rivela essere intitolato Sling

## Vita privata
Nel 2018, attraverso Twitter, la cantante si è dichiarata come bisessuale. In un'intervista ha spiegato che l'ambiente dell'università di Syracuse, apertamente gay e senza pregiudizi, l'ha spinta a fare coming out e a sentirsi libera di esprimere il proprio amore nella maniera più appropriata.
Durante la carriera, alcuni haters l'hanno accusata di esser stata favorita dal padre per la carriera di cantante. Clairo ha negato ciò, aggiungendo che le persone che l'hanno accusata di questo sono solo sessiste.

## Discografia

### Album in studio
- 2019 – Immunity
- 2021 – Sling
- 2024 – Charm

### EP
- 2018 – Diary 001

### Singoli
- 2015 – 2 Hold U
- 2016 – Get with U
- 2017 – Flaming Hot Cheetos
- 2017 – Pretty Girl
- 2017 – 4ever
- 2018 – Better (con SG Lewis)
- 2018 – Drown (con Cuco)
- 2018 – Heaven
- 2019 – Sis
- 2019 – Bubble Gum
- 2019 – Bags
- 2019 – Closer to You
- 2019 – Sofia
- 2019 – I Don't Think I Can Do This Again (con Mura Masa)
- 2021 – Blouse

### Collaborazioni
- 2019 – Are You Bored Yet? (Wallows feat. Clairo)

## Riconoscimenti
- NME Awards
  - 2020 - Best New Act in the World[1]
- Boston Music Awards
  - 2018 - Pop Artist of the Year[2]
  - 2019 - Pop Artist of the Year e Album of the Year[3]